# Katharina Höcker
Katharina Höcker (* 26. Juli 1960 in Kiel) ist eine deutsche Schriftstellerin. Sie verfasst Prosatexte, Gedichte und Drehbücher.

## Leben
Katharina Höcker absolvierte ein Studium der Literaturwissenschaft und Politikwissenschaft in Hamburg. Anschließend begann sie mit kontinuierlicher schriftstellerischer Arbeit. Bis 1991 war sie in der Hamburger Filmförderung tätig. Sie lebt heute als freie Schriftstellerin in Hamburg.
In ihren Gedichten fließen Bruchstücke aus der Alltagssprache, Redewendungen und literarische Anspielungen sowie Zitate ineinander. Im Spiel mit Formen und Inhalten entsteht ein dichtes Textgewebe auf einer neuen sprachlichen Ebene. Die „Komponistin der Worte“ (Jutta de Vries) arbeitet zudem spartenübergreifend mit Komponistinnen und Komponisten zusammen oder überschreitet die Grenzen zur Bildenden Kunst: „Mit ihren Postkartengedichten umkreist Höcker wie mitten im Flug den Standort des Gedichts. Auf diese Weise gelingt ihr der Übergang zwischen Wort und Bild; das berühmte 'Immer noch / nicht mehr'. Jenseits der Sprache erreicht sie das fast Unerreichbare, die gesprochene Stille jenseits der Sprache“ (Jurybegründung zum Hamburger Förderpreis für Literatur 2003). Außerdem realisiert sie mit der Filmemacherin Claudia Willke Dokumentarfilme.

## Rezeption
- „Katharina Höckers Texte, Gewebe, Klangformationen, prosaistische Verdichtungen sind Stimmgabeln für eine neue, weiße, unverschriebene Toneinstellung der Sinne: eine eisgeschliffene Sprache zwischen Rufen und Vergessen. (...) eine beunruhigende, sperrige, luzide, eigenwörtliche Begabung, die selbst im experimentellen Schreiben eine Sogkraft entwickelt.“ (Jutta Heinrich, aus der Laudatio anlässlich der Verleihung des Hebbelpreises 1998)
- „Es sind schier ausgeschlachtete Textkörper, wie mit der Schrotflinte hineingeschossen, so daß helfende Wörter zu fehlen scheinen, manchmal blinken nur ein paar sparsame Substantive wie Leuchttürme am entfernten Strand aus dem getriebenen adjektivischen und verbischen Toben. (...) Eine Dynamik, ein Rhythmus, wo man mitmuss, unsentimentale Wörterlandschaften, die in uns düstere Leidenssedimente ablegen oder gereizte Spannung erzeugen, als erwarteten wir jeden Augenblick einen Geisterfahrer aus dem Nebel auftauchen.“ (Wilhelm Pauli, aus Kommune 5/2001)
- „Ein Murmeln der Sprache in immer wieder neu und immer wieder anders konstellierten Wortketten, ein Prozess des Zusammenfügens und Auseinandernehmens, des Komponierens und De-Komponierens – Poesie als Analogon zur Musik, zu einer künstlerischen Sprache also, die alle Wörter hinter sich läßt.“ (Michael Braun, aus der Freitag, 12. Januar 2001)
- „Die erkennbare Spannung zwischen raffinierter Kunstanstrengung, die aber keineswegs behelligt, nur eben als Schwierigkeitsgrad herausfordert, und Sinnbildlichkeit des Ganzen verwirrt und erbost wie weiland die Kunst der klassischen Moderne. Das also, die Verwilderung aus der Verweigerung, soll es wieder geben. (...) eine Gestalt, die unsere Gestalt nur schmerzhaft beiläufig oder beiläufig schmerzhaft passieren will, versehen mit Echos aus Dichtungen Rilkes, Eliots, Rimbauds und anderer Erkunder der Fremden.“ (Hugo Dittberner, aus Text und Kritik, August 2001)
- „Höckers Gedichte sind keine Oden an den Frühling, sondern kleine Klangkunstwerke, die dem Ohr zwar schmeicheln, denen das Hirn jedoch inhaltlich kaum folgen kann. Aber das will Höcker auch gar nicht. Sie jongliert mit Alliterationen, Reimen und Wortmüll, als seien es Musikinstrumente.“ (Susanne Polig, die tageszeitung 30. Januar 2003)
- „Man ist, wie der Seekranke auf dem Schiff, in einem Text gefangen, der kein Außen kennt, vergeblich nach einem Halt suchend. Katharina Höcker hat die psychotische Struktur, Wahnsinn mit Methode, so überzeugend in Kunst verwandelt, daß die Verwandtschaft von literarischer (Selbst-)Erkenntnis und Irresein selbst greifbar wird.“ (Dorothea Dieckmann, Neue Zürcher Zeitung, 30./31. August 2003)
- „Man merkt Katharina Höckers Erzählung an, daß sie mit allen psychoanalytischen und poststrukturalistischen Theorien vertraut ist, ohne daß der Text wie eine literarische Illustration solcher Theorien wirkt - der Text kann ganz und gar für sich selbst stehen. Es ist in entscheidendem Maß die Sprache, die die Erzählung trägt, eine verdichtete, komprimierte Sprache, die dabei geschmeidig wechselt zwischen Wahn und Wunsch, zwischen Entsetzen und subtilem Witz. Im disziplinierten, elaborierten Duktus artikuliert sich die Verrücktheit, das Außer-sich-Fallen, das Aus-der-Welt-Stürzen.“ (Sabine Peters, der Freitag, 12. Dezember 2003)

## Werke

### Spartenübergreifende Werke
- sendungen 1-90. Bericht einer Reise zum Schauplatz der Schrift auf 90 Postkarten (Dia-Installation), Aufführungen: Kunsthalle Worpswede 1999, Neues Museum Weserburg Bremen 2003.
- dies, sagt sie. Sprach-Klang-Collage, 40 Min., 2004, zusammen mit Kirsten Reese, Produktion Radio Bremen 2005.
- kein name kein datum. Liveperformance für Stimme, Instrument, Liveletekronik und Projektion, 2005, zusammen mit Kirsten Reese.
- zellen. TextKlangRaumBild; Bühnenperformance, 2005, zusammen mit Christoph Ogiermann und Lilian von Haußen.
- den treuen toten. 111 Collagen auf Klappkarten mit rückseitigen Textfragmenten sowie adressierten, frankierten und bestempelten Umschlägen, 2014.
- Friedhof der Fiktionen. Zwei Kalender-Buchobjekte mit je 365 Collagen, Format A5, 2015/2016.

### Filme
- Liebe dein Symptom wie dich selbst. Dokumentarfilm über Slavoj Zizek, gemeinsam mit Claudia Willke; 52 Min., Beta SP, 1996.[1]
- Kaiserkai. Dokumentarfilm, gemeinsam mit Claudia Willke, 52 Min, arte/NDR 2009. Erstausstrahlung arte 2010.

## Auszeichnungen und Stipendien